# Harbil
Harbil là một đô thị thuộc tỉnh Sétif, Algérie. Dân số thời điểm năm 2002 là 3.65 người.